# No Game No Life
No Game No Life (ノーゲーム・ノーライフ, Nōgēmu Nōraifu) sovint abreujat NGNL'' o Noge Nora és una novel·la de butxaca escrita i il·lustrada per Yu Kamiya. Media Factory n'ha publicat dotze volums des del 25 d'abril de 2012, fins al 25 de febrer del 2023, amb el segell editorial MF Bunko J. El 2017 va arribar als 3 milions de còpies venudes.
Una adaptació manga de Yu Kamiya amb dibuix de Mashiro Hiiragi va començar el 27 de gener del 2013. Una adaptació a anime es va estrenar el 9 d'abril de 2014 al Japó al canal AT-X i es va acabar d'emetre el 25 de juny de 2014.

## Argument
La sèrie tracta d'en Sora i la seva germanastra petita, la Shiro, dos hikikomori coneguts amb el pseudònim de Blank, un grup invicte de gamers. Un dia, el déu dels jocs els repta als escacs i l'aconsegueixen guanyar. A causa d'això, el déu els convoca a Disboard, un món on el robatori, la guerra i la mort estan prohibits, i tot es decideix mitjançant els jocs, fins i tot les fronteres nacionals i la vida de la gent. Amb la intenció de mantenir la seva reputació com a jugadors invictes, en Sora i la Shiro tenen pensat conquerir les setze espècies dominants i usurpar el déu dels jocs.

## Contingut de l'obra

### Novel·la
No Game No Life és una sèrie de novel·les lleugeres escrita i il·lustrada per Yuu Kamiya. Es publica sota el segell MF Bunko J; entre el 25 d'abril de 2012 i el 25 de febrer de 2023, Media Factory va publicar-ne dotze volums.
No Game No Life va ser concebuda durant la serialització de A Dark Rabbit Has Seven Lives. La idea original d'un Kamiya era un escenari de fantasia amb batalles; com que no li agradava dibuixar-ne, les va substituir per jocs. Tenia la intenció de convertir la idea en una sèrie de manga, però una malaltia no especificada el va fer incapaç de gestionar la càrrega de treball. Mentre estava hospitalitzat, l'autor va imaginar com funcionaria la seva idea en format de novel·la lleugera i s'hi va conformar. Kamiya va començar a escriure el primer volum i se li va aconsellar que el dividís en tres parts perquè era massa extens. Mentre escrivia el segon volum, Kamiya es va traslladar al seu país d'origen, el Brasil, per rebre un tractament mèdic addicional; per tal de complir el termini del volum, la seva dona va dibuixar algunes de les il·lustracions de la novel·la.
Després del tercer volum, un nou editor es va assignar a la sèrie. Kamiya va assenyalar que el tercer volum contenia molta progressió de la trama i l'anava a equilibrar al quart volum amb fets més alegres i despreocupats. Els volums quatre i cinc van ser escrits com un sol volum; com que el volum quatre no tenia un final culminant, Kamiya va haver de reestructurar la història. Això, juntament amb els problemes de comunicació amb el seu nou editor, i altres problemes a la vida de Kamiya, van provocar un mes de retard en la publicació del volum quatre. En acabar el cinquè volum, se li va demanar a Kamiya que enviés el manuscrit del volum sis abans del 2014 per a l'adaptació anime i que completés el volum abans de l'estrena.

### Manga
Després de revisar els dibuixos fets per la dona de Yuu Kamiya, Mashiro Hiiragi, al segon volum de novel·les lleugeres, el seu editor va suggerir que tots dos col·laboressin en una adaptació de manga de No Game No Life per a Monthly Comic Alive. Com que Kamiya estava ocupat amb el tercer volum de les novel·les lleugeres, la serialització del manga es va retardar un volum; aquest volum va contenir una pàgina de disculpes il·lustrada per Hiiragi. La sèrie es va estrenar al número de març de 2013 de Monthly Comic Alive i des de llavors, es publica de manera irregular a la revista.
El 27 de maig de 2015 es va començar a publicar a la Monthly Comic Alive un manga derivat de la sèrie, amb el nom de No Game No Life, Please!, creat per Yuizaki Kazuya. El capítol final es va publicar el 27 de novembre de 2017. Se centra en Izuna Hatsuse i la seva vida diària.

### Anime
El 27 de juliol de 2013, Monthly Comic Alive va anunciar que un anime de No Game No Life havia rebut llum verda. La sèrie es va estrenar el 9 d'abril de 2014 a AT-X i va ser dirigida per Atsuko Ishizuka i animada per Madhouse. L'episodi final es va estrenar el 25 de juny de 2014. Media Factory va publicar la sèrie en sis volums de DVD i Blu-ray entre el 25 de juny i el 26 de novembre de 2014. El tema d'obertura de la sèrie va ser "This Game" de Konomi Suzuki i el tema final va ser "Oracion" de l'actriu de veu de la Shiro, Ai Kayano.